# Tro
Tro är ofta ett grundelement i det religiösa livet som innebär att föreställningar om det transcendentala erkänns som sanna, dels tillit till en eller flera gudar. Trons visshet härrör från en eller flera gudomlig varelsers auktoriteter och trovärdighet. Enligt Martin Luther skulle en tro utan sådan grund vara bara en godtrogen tilltro och förtroende. Denna tillit är en väg till frälsning, som i kristendom och islam. I andra religioner finns det andra vägar, som lydnad till lagen, i judendom, eller insikt och kännedom om världens väsen, i buddhism. Inom mystikens grenar intar insikten och kunskapen trons plats, i motsats till förnuftsreligion. En förvrängd form av tro är övertro eller vidskeplighet. Bokstavstro innebär tro på den exakta ordalydelsen hos en text, vanligen en religiös urkund.
Tro i meningen spiritualitet kan beskrivas som ett sökande och öppet förhållningssätt till livets och varandets mystik och gåtfullhet. Att inte kräva begripliga förklaringar till alltet, utan låta tingens oförklarlighet vara större än så.
Tro i andlig bemärkelse är ett vilande undersökande tillstånd, en meditativ vila i tillvaron, oavsett hur den ser ut.

## Frågeställningar kring tron
Religioner har förmodligen ursprungligen uppstått för att människan skulle kunna hantera liv och död och moral. För att förklara förlopp och fenomen där en direkt kausalitet eller förklaring var svår att förstå och för sociala problem med samarbete och kontroll i grupper. Mot bakgrund av en begränsad kunskap om världen framstår många händelseförlopp som magiska. Tron inom en ideologi/religion en övertygelse att en viss lära ger svar på ett antal frågor, främst av existentialistisk art. Vilka frågeställningar en tro (lära) vill ge svar på varierar, men i första hand är det existentialistiska frågor ofta av metafysisk karaktär som skall ge ledning och tillfredsställa ens samvete. Här återfinns frågor som: Vad är livets mening?, Vad händer efter döden?, Hur förstå motsättningen Godhet Ondska?, Vad är Rätt och vad är Fel? 
Tro på dessa filosofiska frågor utgör grunden för en moral, hur man bör agera i olika situationer. Tron och läran kan också omfatta mer handfasta levnadsråd som blir en form av etiska regler, som Tio Guds bud.
Sammanfattningen och kodifieringen av en viss religions lära och dess tro kallas trosbekännelse, vilken också verkar definierande för denna religion. I en religions trosbekännelse ingår också ofta tron på det önskvärda och välgörande i vissa yttre manifestationer som ritualer och sakrament.

## Religiösa skrifter
Religion är tro som grundar sig på föreställningen om en eller flera gudar, andar, transcendenta själar eller andra övernaturliga fenomen. Gudarna ses ofta som skapare och som höjda över det jordiska. Religion kan även röra sig om motsvarande föreställningar om en högsta andlig verklighet eller yttersta sanning, med eller utan gudar. Heliga skrifter som judarnas Tanak och Talmud, Islams Koran eller de kristnas Bibel förmedlar skapelseberättelser, andlig visdom, moraliska regler, händelser och uppenbarelser till de troende. En religion har ofta en eller flera profeter. I Bibeln och Koranen förs budskapet fram i from av parabler som till exempel i Jesu liknelser. I modern tid innefattar teologin nästan alltid en historisk-kritisk syn på dessa skrifter och berättelser. Olika grader av tilltro till de heliga skrifterna förekommer inom de flesta religioner, från en bokstavstro då berättelser uppfattas i mer konkret betydelse och man pratar då om bokstavstro och en tilltro till författaren som gudomligt inspirerad, till att texten innehåller ett religiöst budskap som kan behöva tolkas om och anpassas.

## Kreationism
Bredden i vad som kan ingå i den religiösa tron gör att delar av tron ibland kan stå i motsatsförhållande till vetenskapens syn på verkligheten. Trons grundläggande metafysiska budskap av etikkaraktär är i sig inte i motsats till vetenskap men debatten och renodlingen har inneburit många strider under historien. Kreationism är oftast baserad på uppfattningen att skapelseberättelser skall tolkas bokstavligt. Ännu i modern tid är kontroverser levande som i flertalet religiösa åskådningar där den delar av den vetenskapliga synen/tron på till exempel naturligt urval i delar av världen fortfarande ifrågasätts av troende på kreationism.

### Kristendom
Kreationism finns inom kristen fundamentalism, pingströrelsen, trosrörelsen, evangelikala kyrkor, delar av baptismen, Jehovas vittnen, Jesu Kristi Kyrka av Sista Dagars Heliga, med flera Kristen kreationism förespråkas bland annat av organisationer som amerikanska Institute for Creation Research (ICR) och Answers in Genesis (AiG) och svenska Genesis. Kreationism stöds inte inom liberalteologiska kristna och i samfund som t.ex. katolska kyrkan, Svenska kyrkan och Equmeniakyrkan till vilka majoriteten av kristna i Sverige tillhör. I dessa sammanhang är istället teistisk evolution ett utbrett synsätt. Teistiska evolutionister anser att Gud existerar, att gud är skaparen av det materiella universum och allt liv och dess biologiska evolution helt enkelt är en naturprocess inom denna skapelse.

### Andra religioner
Många kyrkor och andra religiösa rörelser ser ingen konflikt mellan religion och evolutionsteorin. 
Kreationistiska strömningar finns också inom andra religioner. Medlemmar av delar av den nordamerikanska ursprungsbefolkningen har hävdat att världen och människorna alltid har funnits, andra har olika skapelsemyter.
Kreationism är även ovanlig inom buddhism och hinduism, liksom agnostiker samt givetvis ateism. Kreationism är mindre vanlig inom judendom.
Islamisk kreationism är den islamska religiösa uppfattningen att Gud skapade människan. Begreppet är emellertid nytt, då begreppet "kreationism" inte används i traditionell islamisk undervisning. 
Få studier finns, men den statistik som ändå existerar visar att evolutionsteorin har nästan samma stöd bland USA:s muslimer som bland övriga befolkningen, men avsevärt svagare stöd i de flesta islamiska länder än i kristna länder, med något undantag. För många muslimer, särskilt med liberal tro, finns det inte någon konflikt mellan tro och vetenskap, utan man anammar teistisk evolution, att Allah indirekt skapade människan genom att utforma naturlagar som leder till evolution. En växande och inflytelserik kreationistisk rörelse har emellertid uppstått på senare år, bland annat i Turkiet.